# Arvid Carlsson

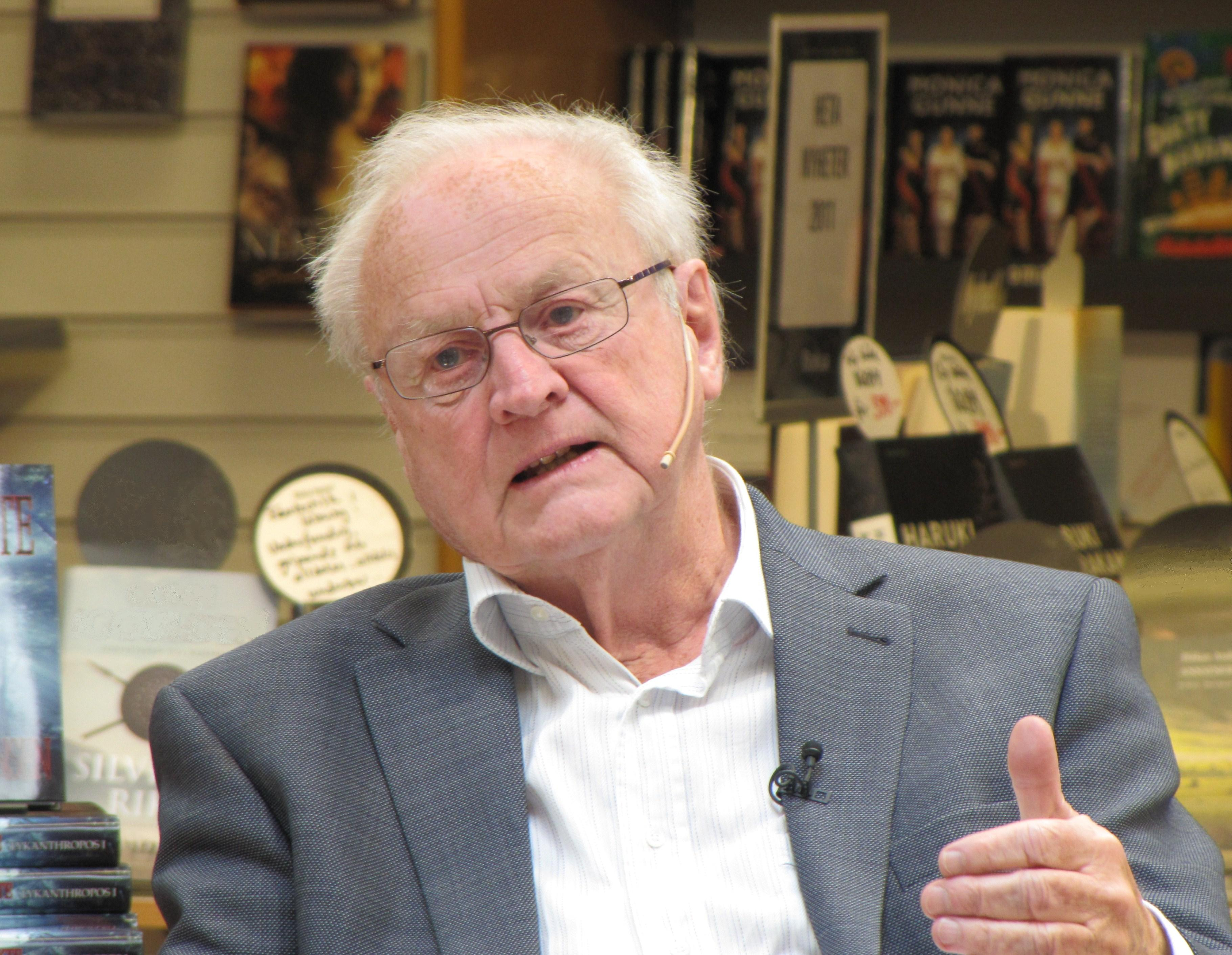
Arvid Carlsson (2011)

Arvid Carlsson (* 25. Januar 1923 in Uppsala; † 29. Juni 2018 in Göteborg) war ein schwedischer Pharmakologe, der durch seine Arbeiten mit dem Neurotransmitter Dopamin bekannt wurde. Zusammen mit Eric Kandel und Paul Greengard erhielt er im Jahre 2000 den Nobelpreis für Physiologie oder Medizin „für ihre Entdeckungen zur Signalübertragung im Nervensystem“.

## Biographie

### Leben
Carlsson kam als drittes von vier Kindern in Uppsala zur Welt und zog im Alter von drei Jahren mit seinen Eltern nach Lund um. In seiner Herkunftsfamilie wurden die Geisteswissenschaften hoch geachtet und gepflegt.

### Berufliche Laufbahn
Er studierte ab 1941 Medizin an der Universität Lund, an der sein Vater Geschichte lehrte. Wiewohl Schweden im Zweiten Weltkrieg neutral blieb, musste er seine Ausbildung unterbrechen, um mehrere Jahre in der schwedischen Armee zu dienen. Im Jahre 1951 promovierte er und wurde anschließend Professor an der Universität in Lund. Acht Jahre später übernahm Carlsson den Lehrstuhl für Pharmakologie an der Universität Göteborg, den er bis zu seiner Emeritierung 1989 behielt.

### Wissenschaftliche Arbeit
In den 1950er Jahren entdeckte er die Substanz Dopamin als eigenständigen Neurotransmitter (Signalstoff, Botenstoff) und seine Auswirkungen auf das menschliche Gehirn. An dem anhaltenden Kampf gegen die Parkinson-Krankheit, die, wie Carlsson 1960 zeigen konnte, durch einen Mangel dieses Signalstoffes in bestimmten Hirnstammregionen ausgelöst wird, hatte er durch diese Entdeckung und die sich anschließende Forschungsarbeit auf diesem Gebiet maßgeblichen Anteil.

## Auszeichnungen
- 1974/1975 Anna-Monika Prize
- 1975 Mitglied der Königlich Schwedischen Akademie der Wissenschaften[3]
- 1979 Wolf-Preis für Medizin
- 1982 Gairdner Foundation International Award
- 1989 Ordentliches Mitglied der Academia Europaea[4]
- 1994 Japan-Preis
- 1994 Pasarow Award
- 1997 Goldene Kraepelin-Medaille
- 1999 Internationaler Antonio-Feltrinelli-Preis
- 2000 Nobelpreis für Physiologie oder Medizin